# Dancer and the Moon
Dancer and the Moon – ósmy album studyjny zespołu Blackmore’s Night wydany w 2013 przez Frontiers Records.

## Lista utworów[2]
| 1.  | „I Think It's Going to Rain Today” (Randy Newman)                                                   | 3:54  |
|     | |       |
| 2.  | „Troika” (Ritchie Blackmore, Candice Night)                                                         | 3:30  |
|     | |       |
| 3.  | „The Last Leaf” (Ritchie Blackmore, Candice Night)                                                  | 4:05  |
|     | |       |
| 4.  | „Lady in Black” (Ken Hensley)                                                                       | 5:48  |
|     | Utwór z repertuaru Uriah Heep[1]                                                                    |       |
| 5.  | „Minstrels In the Hall” (Ritchie Blackmore)                                                         | 2:38  |
|     | Utwór instrumentalny[1]                                                                             |       |
| 6.  | „Temple of the King” (Ritchie Blackmore, Ronnie James Dio)                                          | 4:26  |
|     | Utwór z repertuaru Rainbow, którego gitarzystą był Ritchie Blackmore[1]                             |       |
| 7.  | „Dancer and the Moon” (Ritchie Blackmore, Candice Night)                                            | 4:55  |
|     | |       |
| 8.  | „Galliard” (Ritchie Blackmore)                                                                      | 2:00  |
|     | Utwór instrumentalny[1]                                                                             |       |
| 9.  | „The Ashgrove” (utwór tradycyjny)                                                                   | 2:21  |
|     | |       |
| 10. | „Somewhere Over the Sea (The Moon is Shining)” (Ritchie Blackmore, Candice Night)                   | 4:07  |
|     | |       |
| 11. | „The Moon Is Shining (Somewhere over the Sea)” (Ritchie Blackmore, Candice Night)                   | 6:19  |
|     | |       |
| 12. | „The Spinner's Tale” (Ritchie Blackmore, Candice Night)                                             | 3:30  |
|     | |       |
| 13. | „Carry On... Jon” (Ritchie Blackmore)                                                               | 5:37  |
|     | Utwór w hołdzie Jonowi Lordowi, organiście Deep Purple, którego gitarzystą był Ritchie Blackmore[1] |       |
|     | | 53:10 |
|     | |       |

## Twórcy[3]
- Troubador of Aberdeen - perkusja
- Ritchie Blackmore - gitara akustyczna, gitara elektryczna, mandolina, lira korbowa, bębenek baskijski
- Earl Grey of Chimay - gitara basowa, gitara elektryczna (rytmiczna)
- Lady Kelly DeWinter - róg, śpiew wspierający
- The Scarlet Fiddler - skrzypce
- Bard David Of Larchmont - instrumenty klawiszowe, śpiew wspierający
- Candice Night - śpiew

## Single
1. „The Moon Is Shining (Somewhere over the Sea)” - 6 maja 2013[5]
2. „Dancer and the Moon” - 24 czerwca 2013[6]